# Valentina Minguzzi
Valentina Minguzzi (ur. 24 marca 1986 roku) – włoska zapaśniczka startująca w stylu wolnym. Zajęła dwunaste miejsce na mistrzostwach świata w 2009. Piąta na mistrzostwach Europy w 2010. Brązowa medalistka igrzysk śródziemnomorskich w 2009 i czwarta w 2013. Trzecia na ME juniorów w 2006 roku.